# Monarquía hereditaria

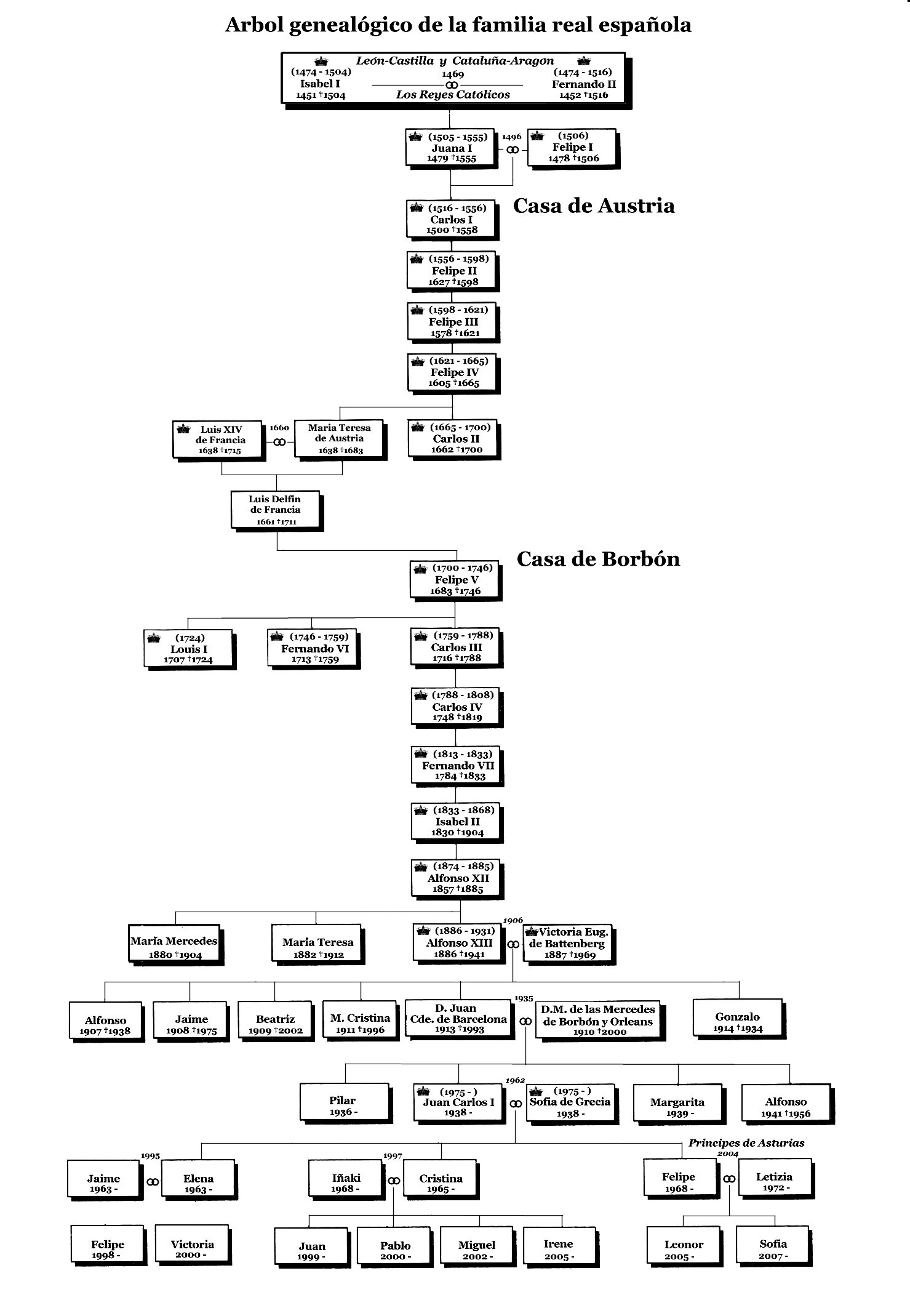
Árbol genealógico de la familia real española.

La monarquía hereditaria es una forma de gobierno en la cual el monarca es el heredero, normalmente un hijo, del monarca anterior o próximo.
Se trata del tipo más común de monarquía, siendo la utilizada por casi todas las monarquías actualmente existentes.
En una monarquía hereditaria, todos los monarcas provienen de la misma familia, y la corona pasa de un miembro a otro de la familia. El sistema hereditario tiene como ventajas la estabilidad, la continuidad y previsibilidad, así como los factores de estabilidad interna de afecto familiar y lealtad.
Por ejemplo, cuando el rey o la reina de una monarquía hereditaria muere o abdica, el trono es sucedido a la siguiente generación, su descendencia, escogida típicamente por orden de jerarquía. Cuando ese descendiente muera, el trono volverá a ser pasado a su descendencia, o, si no la hay, a un hermano, hermana, sobrino, sobrina, primo, u otro pariente. Las monarquías hereditarias tienen su sucesión definida por una línea de sucesión establecida legislativamente, por lo que es conocido de antemano quién será el siguiente monarca. Actualmente, la línea de sucesión típica en las monarquías hereditarias está basada en alguna forma de la primogenitura, aunque existen otros métodos como la jerarquía, el tanistry y la rotación, mucho más comunes en el pasado.
Históricamente, han existido diferencias en los sistemas de sucesión, principalmente acerca de si la sucesión está limitada únicamente a varones, o si las mujeres también podían ser elegidas para suceder en el trono. La sucesión agnática se refiere a sistemas donde las mujeres ni tienen permiso para suceder la corona ni para transmitir los derechos de sucesión a los descendientes varones (ver Ley Sálica). Un agnado es un heredero que rompe la línea sucesoria masculina. La sucesión cognática se relaciona con sistemas de sucesión al trono u otras herencias que permite a varones y mujeres ser herederos por igual, aunque en el uso moderno se específica a la sucesión igual por jerarquía sin importar el género.
La monarquía electiva puede funcionar prácticamente como una monarquía hereditaria, por ejemplo, en caso de que la elección se haya reducido a miembros de una única familia (o incluso más, pero únicamente si son permitidas por las reglas de prioridad de la elección). Esto ha ocurrido históricamente, normalmente de forma lenta, en muchas monarquías electivas del pasado. Un método era que el monarca que estaba de mandato escogiese su heredero (hijo, hija, hermano, hermana, u otro pariente), elegido durante la vida del monarca, mientras este fuera capaz de ejercer su influencia para dirigir la elección al resultado deseado.
Muchos países postmedievales de Europa eran oficialmente monarquías electivas, pero la misma familia ha mantenido el trono incluso durante siglos, y esa situación híbrida debería ser descrita como pseudo-electiva, incluso como monarquía hereditaria virtual, pero con un sistema de sucesión situado en una lenta transición. Muchas de esas monarquías híbridas se han convertido oficialmente en hereditarias en los principios de la Edad Moderna.[cita requerida]